# العلاقات الغواتيمالية الليتوانية
العلاقات الغواتيمالية الليتوانية هي العلاقات الثنائية التي تجمع بين غواتيمالا وليتوانيا.

## مقارنة بين البلدين
هذه مقارنة عامة ومرجعية للدولتين:
| وجه المقارنة                                              | غواتيمالا       | ليتوانيا                                                    |
| --------------------------------------------------------- | --------------- | ----------------------------------------------------------- |
| المساحة (كم2)                                             | 108.89 ألف      | 65.30 ألف                                                   |
| عدد السكان (نسمة)                                         | 17.26 مليون     | 2.79 مليون                                                  |
| الكثافة السكانية (ن./كم²)                                 | 158.51          | 42.73                                                       |
| العاصمة                                                   | غواتيمالا       | فيلنيوس، كاوناس                                             |
| اللغة الرسمية                                             | اللغة الإسبانية | اللغة الليتوانية                                            |
| العملة                                                    | كتزال غواتيمالي | ليتاس ليتواني، يورو                                         |
| الناتج المحلي الإجمالي (بليون دولار)                      | 75.62 مليار     | 47.17 مليار                                                 |
| الناتج المحلي الإجمالي (تعادل القوة الشرائية) بليون دولار | 126.21 مليار    | 84.06 مليار                                                 |
| الناتج المحلي الإجمالي الاسمي للفرد دولار أمريكي          | 3.90 ألف        | 14.15 ألف                                                   |
| الناتج المحلي الإجمالي للفرد دولار أمريكي                 | 7.45 ألف        | 27.69 ألف                                                   |
| مؤشر التنمية البشرية                                      | 0.627           | 0.839                                                       |
| رمز المكالمات الدولي                                      | +502            | +370                                                        |
| رمز الإنترنت                                              | .gt             | .lt                                                         |
| المنطقة الزمنية                                           | 00              | ت ع م+02:00، ت ع م+03:00، أوروبا/فيلنيوس ‏، توقيت شرق أوروبا |

## منظمات دولية مشتركة
يشترك البلدان في عضوية مجموعة من المنظمات الدولية، منها:
| علم المنظمة | اسم المنظمة                               | تاريخ انضمام غواتيمالا | تاريخ انضمام ليتوانيا |
| ----------- | ----------------------------------------- | ---------------------- | --------------------- |
|             | وكالة ضمان الاستثمار متعدد الأطراف        | 11 يوليو 1996          | 8 يونيو 1993          |
|             | منظمة الشرطة الجنائية الدولية             | ?                      | ?                     |
|             | منظمة حظر الأسلحة الكيميائية              | ?                      | ?                     |
|             | منظمة التجارة العالمية                    | ?                      | ?                     |
|             | الأمم المتحدة                             | 21 نوفمبر 1945         | 17 سبتمبر 1991        |
|             | مؤسسة التمويل الدولية                     | 20 يوليو 1956          | 15 يناير 1993         |
|             | يونسكو                                    | 2 يناير 1950           | 7 أكتوبر 1991         |
|             | مؤسسة التنمية الدولية                     | 27 أبريل 1961          | 23 سبتمبر 2011        |
|             | البنك الدولي للإنشاء والتعمير             | 28 ديسمبر 1945         | 6 يوليو 1992          |
|             | المركز الدولي لتسوية المنازعات الاستشارية | 20 فبراير 2003         | 5 أغسطس 1992          |
|             | الاتحاد البريدي العالمي                   | ?                      | ?                     |
|             | الاتحاد الدولي للاتصالات                  | 10 يوليو 1914          | 1 يوليو 1923          |

## وصلات خارجية
- موقع وزارة الخارجية الغواتيمالية
- موقع وزارة الخارجية الليتوانية